# 噴墨印表機

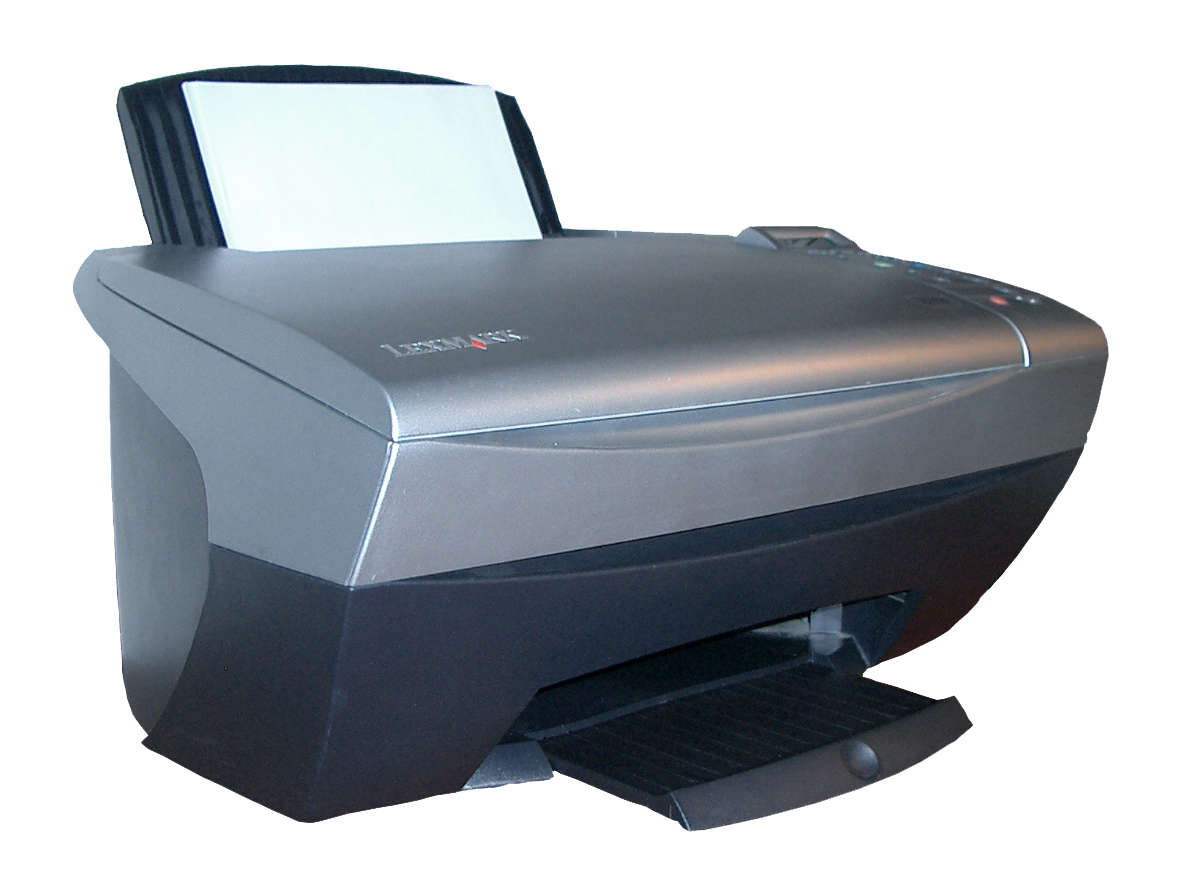
利盟X5100噴墨印表機

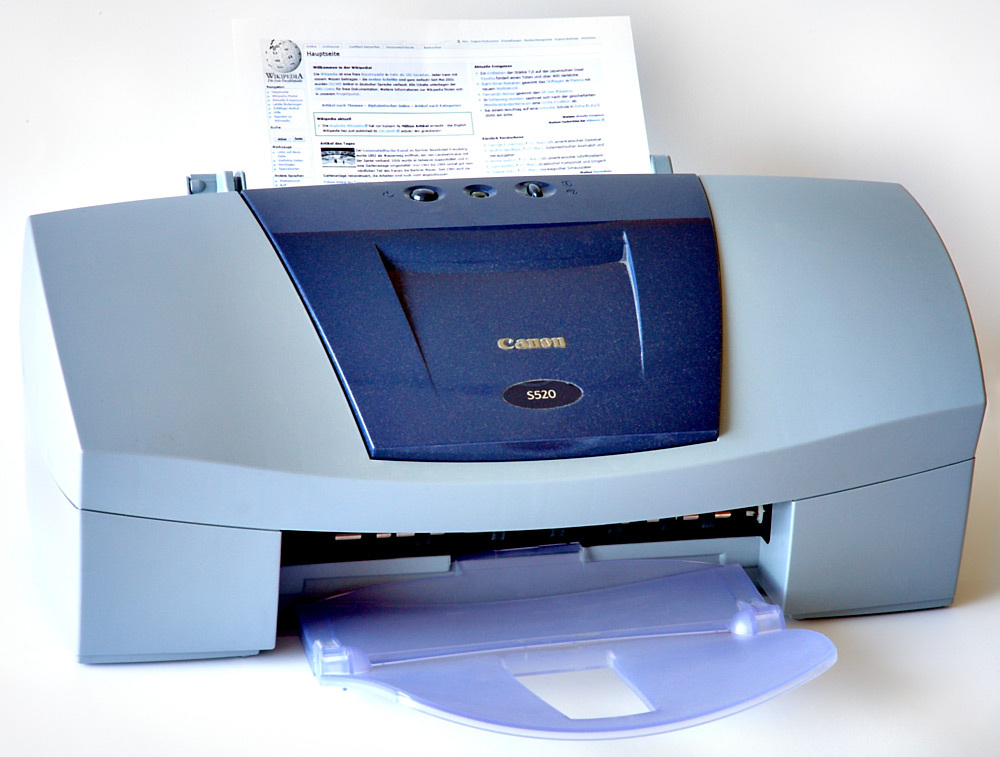
佳能S520喷墨印表機

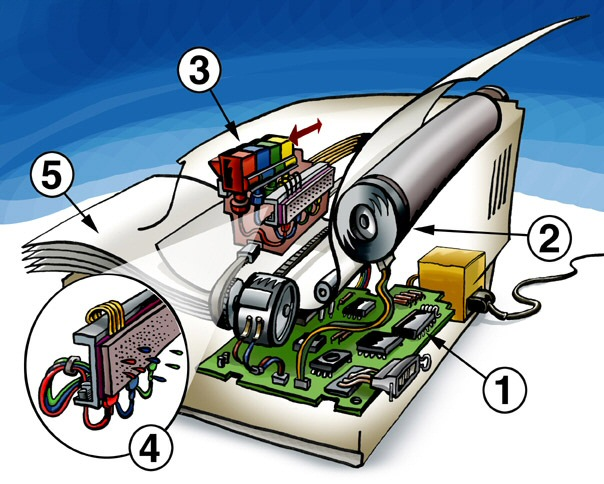
噴墨印表機構造成像原理
1.控制電路
2.紙軸
3.墨水組
4.噴嘴
5.紙架

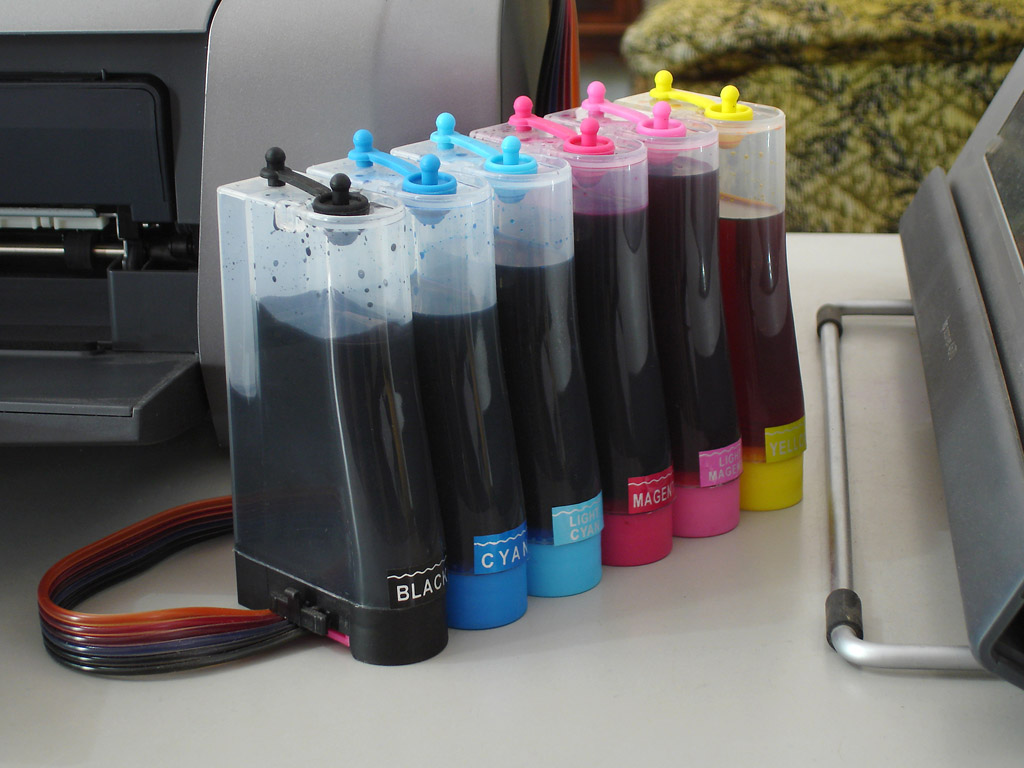
墨水組

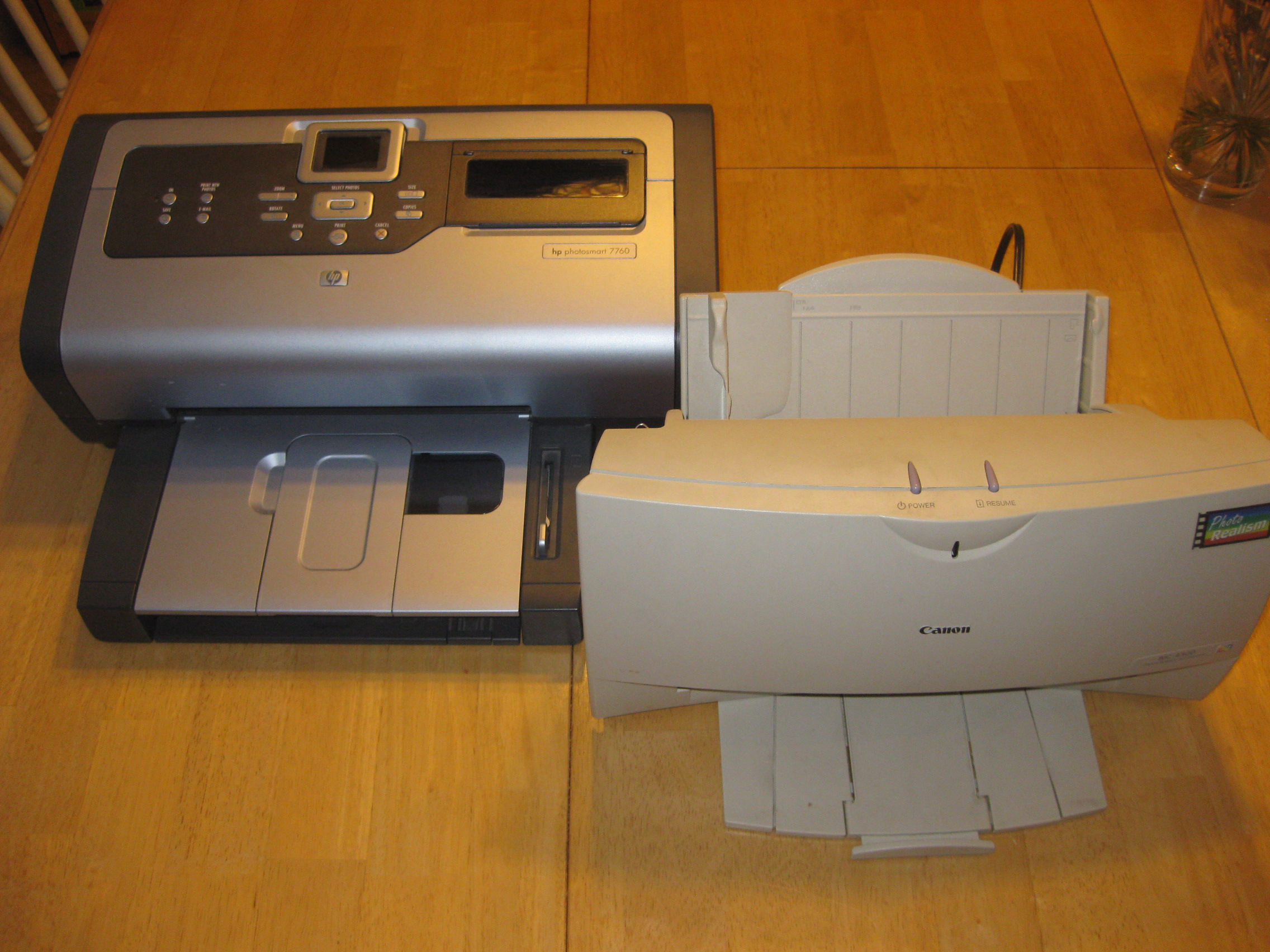
噴墨印表機功能日趨多元化，左上為HP的高價版相片印表機可以直接連線數位相機和影印傳真等；相對右下的佳能陽春版印表機。

噴墨打印機（英語：inkjet printer）是打印機的一種，用各種色彩的墨水混和印製。喷墨打印机可以把数量众多的微小墨滴（通常只有幾皮升，10−12升）精确地喷射在要打印的媒介上，对于彩色打印机包括照片打印机来说，喷墨方式是主流。由于喷墨打印机不仅局限于四种颜色的墨水，现在已有六色甚至十二色墨盒的喷墨打印机，其颜色范围早已超出了传统CMYK的侷限，印出來的照片已經可以媲美傳統沖洗的相片，甚至有防水特性的墨水上市。
現在，一些中高階的打印机採用五色墨水，除了普通的黑色颜料墨水，還加入相片黑（Photo Black）專門打印相片。廠商聲稱這種墨水印出來的相片，其黑色會比較銳利。

## 喷墨方式
根据其喷墨方式的不同，可以分为热泡式（Thermal Bubble）喷墨打印机及压电式（Piezoelectric）喷墨打印机两种。惠普（HP）、佳能（Canon）和利盟（Lexmark）公司是采用的是热泡式技术。而爱普生（EPSON）和兄弟（Brother）使用的是压电喷墨式技术。这两种技术分别有不同的工作原理。

### 热泡式技术
所谓热泡式打印技术，是1970年代末受注射器原理的启发而发明的。热泡式技术是让墨水通过细喷嘴，在加热电阻的作用下，将喷头管道中的一部分墨汁气化，形成一个气泡，并将喷嘴处的墨水顶出喷到输出介质表面，形成图案或字符。
所以这种喷墨打印机有时又被称为气泡打印机。用这种技术制作的喷头工艺比较成熟成本也很低廉，但由于喷头中的电极始终受电解和腐蚀的影响，对使用寿命会有不少影响。所以采用这种技术的打印喷头通常都与墨盒做在一起（獨立顏色的墨盒則是墨盒與噴頭分離），更换墨盒时即同时更新打印头。这样一来用户就不必再对喷头堵塞的问题太担心了。同时为降低使用成本，有些人會將墨盒加注成本低一点的专业墨水，只要方法得当，可以节约不少的耗材费用。
热泡式技术的缺点是在使用过程中会加热墨水，而高温下墨水很容易发生化学变化，性质不稳定，所以打出的色彩真实性就会受到一定程度的影响；另一方面由于墨水是通过气泡喷出的，墨水微粒的方向性与体积大小很不好掌握，打印线条边缘容易参差不齐，一定程度的影响了打印质量。
从目前市场上看，惠普、佳能这两家大公司在热泡式喷墨技术竞争很激烈，惠普称其喷墨技术是“热式”（Thermal）；而佳能與利盟称其喷墨技术为“气泡式（Bubble）”。实际上，这两种技术的基本原理是相同的，都是热泡喷墨技术的再发展。

### 压电式喷墨技术
完全不同于热泡式的工作原理，压电式喷墨技术是将许多小的压电陶瓷放置到喷墨打印机的打印头喷嘴附近，利用它在电压作用下会发生形变的原理，适时地把电压加到它的上面。压电陶瓷随之产生伸缩使喷嘴中的墨水喷出，在输出介质表面形成图案。因为打印头的结构合理，通过控制电压来有效调节墨滴的大小和使用方式，从而获得较高的打印精度和打印效果。
它对墨滴的控制能力强，所以容易实现高精度的打印。用压电式喷墨技术制作的喷墨打印头成本比较高，所以为了降低用户的使用成本，一般都将打印喷头和墨盒做成分离式的结构，更换墨水时不必更换打印头。这种技术也是由爱普生独创。

## 将色彩喷出来
墨盒中的墨水经过压电式技术或者热喷式技术后，最终将不同的颜色喷射到一个尽可能小的点上，而大量这样的点便形成了不同的图案和图像，这一过程是一系列的繁杂程序。实际上，打印机喷头快速扫过打印纸时，它上面的无数喷嘴就会喷出无数的小墨滴，从而组成图像中的像素。
打印喷头上一般都有48个或48个以上的独立喷嘴，每个喷嘴能够喷出单一颜色的墨水：黑色、蓝绿色、红紫色、黄色、浅蓝绿色和淡红紫色。一般来说，喷嘴越多，完成喷墨过程就越快，也就是打印速度越快。这些喷出来不同颜色的小墨滴落于同一点上，形成不同的复色。
在单色喷墨时代，这个点越小，图像将会越精细。业界通常用DPI来表示，意思即是在每英寸的范围内喷墨打印机可打印的点数。单色打印时dpi值越高打印效果越好。而彩色打印时情况比较复杂。通常打印质量的好坏要受dpi值和色彩调和能力的双重影响。
其中，色彩调和能力是个非常重要的指标，传统的喷墨打印机，在打印彩色照片时，若遇到过渡色，就会在三种基本颜色的组合中选取一种接近的组合来打印，即使加上黑色，这种组合一般也不能超过16种，对彩色色阶的表达能力是难以令人满意的。
为了解决这个问题，早期的彩色喷墨打印机又采用了调整喷点疏密程度的方法来表达色阶。这就造成了一些分辨率低的打印品在近看的时候出现很多的小斑点。后来，人们想到了更好的办法，一方面通过提高打印密度（分辨率）来使打印出来的点变细，从而使图变得更为精细。
另一方面，都在色彩调和方面改进技术，常见的有：增加色彩数量、改变喷出墨滴的大小、降低墨盒的基本色彩浓度等几种方法。其中，增加色彩数量最为行之有效。例如上述的6色墨盒，当打印机将6种不同颜色的墨滴喷到同一个点上，颜色组合最多可达64种，如果再结合三种不同大小的墨滴，那么便可能产生4096种不同的颜色。

## 優點
- 噴墨印表機的列印速度遠高於舊式點陣印表機，列印時的噪音遠小於點陣印表機。
- 與鐳射印表機相比，噴墨印表機的耗電較低，較不產生廢熱，電費相當低廉；且不會有碳粉造成粉塵污染影響人體健康。部份商用型噴墨印表機的列印速度已可與鐳射印表機相媲美。
- 價格方面，噴墨印表機較雷射印表機低廉；而且噴墨印表機幾乎都是彩色的，另外新型的噴墨印表機大多數都附有其他功能，例如掃描、傳真、複印、讀取記憶卡等。
- 體積方面，噴墨印表機的體積及重量一般較雷射印表機小，適合用於家庭及小型辦公室等空間較小的地方。
- 傳輸方面，現今許多噴墨印表機內建WiFi功能，使用筆記型電腦列印時不再需要透過USB線傳輸列印。
- 經濟方面，市面上販售之印表機已經有許多機種內建大供墨填充外置盒，以往墨水改裝之需求者，可省去改裝費用、以及墨水來源有更多的選擇；目前原廠連續供墨機種的耗材成本並不會比鐳射印表機的成本貴，因此已經有可以取代許多彩色鐳射複合機（影印機）的彩色連續供墨複合機（影印機）。

## 缺點
一般的家用噴墨打印機速度比鐳射打印機慢，因為噴墨技術及印表機體積的限制，噴墨每下只能印製一條線，而鐳射打印機則可以印製一整頁，因此噴墨打印機打印時所耗費的時間比鐳射印表機多。目前已經有高階專業機種速度與鐳射印表機一樣快，但價格昂貴。
原廠墨盒相當昂貴，以惠普21號墨盒計算，市價港幣110元，只有5毫升的墨水，按此推算，每公升墨水便需22000元，因此令不少代用墨盒及填充墨水在市場上出現。在美國，印表機製造商以《數字千年版權法》控告製造代用墨盒或墨水的廠商以保障其印表機的銷售模式，但是印表機製造商偶然會受到這些廠商或消費者控告印表機製造商違反當地的反壟斷法。
廠商為減低原廠墨盒被重新加墨的可能，在其墨盒的晶片上設定計數器。當墨盒到達一定的使用次數便會鎖上墨盒，顯示墨盒已經沒有墨水及需更換新墨盒打印機才能繼續使用，但事實上墨盒可能仍有足夠的墨水用作打印。互聯網上已經出現部分墨盒手動清零（將原廠墨盒的計數器重新設定令墨水量顯示為滿）的方法，而獨立顏色的墨盒甚至出現了永久代用墨盒連永久芯片以避過計數器的偵測（永久代用墨盒連永久芯片的重新清零一般是將墨盒從打印機取出再重新放入打印機，墨水量便會重新顯示為滿）。
用完的墨盒難以自行分解，大部分墨盒更附有電子晶片，不當的棄置會增加大量的電子廢物，需由印表機製造商回收再分解才能減低對環境的影響。在香港，墨盒回收箱極少，縱使有回收箱一般人都不打算將帶有噴頭的墨盒丟入回收箱。（因為部分商人會收購已經用完的原廠墨盒加墨製成代用墨推出市場，甚至有不法商人以舊原廠墨盒冒充新品賣給消費者）
大多數噴墨印表機需耗費墨水沖洗墨頭以免堵塞，但對於昂貴的原廠墨盒來說，耗費墨水而不用作打印是十分浪費金錢及油墨的。部分印表機的墨盒更會耗費相當份量（例如50%）的墨水來維護墨頭，令打印成本更加昂貴。
熱泡式技術所使用的噴墨頭容易因墨盒內墨水用完而導致噴墨頭乾燒（在無墨水作冷卻劑的情況下「燃燒」噴墨頭以用作打印），令噴墨頭損壞，但部分更換墨盒與噴頭分離的噴墨頭價格接近更換一部打印機的價格，令消費者被迫丟棄舊打印機，增加不必要的電子廢物。
與彩色鐳射打印機不同，由於彩色的噴墨打印機價格便宜，加上部分國家及地區欠缺完善的電子廢物回收措施，導致噴墨打印機壞掉後只能被迫當垃圾來丟棄，不但不能將打印機內有用的零件回收再用，而且不當地丟棄電子廢物及無法處理特定金屬，加重了這些電子廢物對環境的傷害。（由於彩色鐳射打印機較昂貴，因此有較大的維修及二手市場，減少丟棄電子廢物，亦間接降低對環境的污染。）
四色彩色噴墨印表機的網點現象較為明顯、選擇六色（或更多色）的彩色噴墨印表機會有比較好的表現。
部分印表機廠商所出產之墨水夾內建噴頭，因成本考量，製造的噴頭壽命較短，以致墨水夾改裝填充墨水後，無法繼續正常使用。